# Ilire Dauti
Ilire Dauti (mac. Илире Даути; ur. 27 stycznia 1980 w Dolno Palcziszte) – północnomacedońska polityczka pochodzenia albańskiego. Absolwentka studiów magisterskich Państwowego Uniwersytetu w Tetowie, w latach 2020–2024 deputowana do Zgromadzenia Republiki Macedonii Północnej z ramienia Sojuszu na rzecz Albańczyków.